# Керенс (Техас)
Керенс (англ. Kerens) — місто (англ. city) в США, в окрузі Наварро штату Техас. Населення — 1505 осіб (2020).

## Географія
Керенс розташований за координатами 32°7′52″ пн. ш. 96°13′33″ зх. д. / 32.13111° пн. ш. 96.22583° зх. д. (32.131157, -96.225700).  За даними Бюро перепису населення США в 2010 році місто мало площу 6,48 км², з яких 6,48 км² — суходіл та 0,01 км² — водойми.

## Демографія
Згідно з переписом 2010 року, у місті мешкали 1573 особи в 601 домогосподарстві у складі 408 родин. Густота населення становила 243 особи/км².  Було 705 помешкань (109/км²).
Расовий склад населення:
| - 69,1 % — білих - 21,5 % — чорних або афроамериканців - 1,2 % — корінних американців - 0,3 % — азіатів - 5,6 % — осіб інших рас |

До двох чи більше рас належало 2,4 %. Частка іспаномовних становила 11,8 % від усіх жителів.
За віковим діапазоном населення розподілялося таким чином: 26,0 % — особи молодші 18 років, 55,9 % — особи у віці 18—64 років, 18,1 % — особи у віці 65 років та старші. Медіана віку мешканця становила 40,2 року. На 100 осіб жіночої статі у місті припадало 90,2 чоловіків;  на 100 жінок у віці від 18 років та старших — 85,4 чоловіків також старших 18 років.
Середній дохід на одне домашнє господарство  становив 43 545 доларів США (медіана — 30 799), а середній дохід на одну сім'ю — 49 219 доларів (медіана — 35 530). Медіана доходів становила 36 250 доларів для чоловіків та 23 250 доларів для жінок. За межею бідності перебувало 18,7 % осіб, у тому числі 32,0 % дітей у віці до 18 років та 16,8 % осіб у віці 65 років та старших.
Цивільне працевлаштоване населення становило 581 особа. Основні галузі зайнятості: освіта, охорона здоров'я та соціальна допомога — 28,9 %, роздрібна торгівля — 15,7 %, виробництво — 14,8 %.